# Piet Kleine
Pour les articles homonymes, voir Kleine.
Piet Kleine, né le 17 septembre 1951 à Hollandscheveld, est un patineur de vitesse néerlandais.

## Biographie
Aux Jeux olympiques d'hiver de 1976 organisés à Innsbruck en Autriche, Piet Kleine est médaillé d'or sur 10 000 mètres et d'argent sur 5 000 mètres. Aux Jeux de 1980, à Lake Placid aux États-Unis, il obtient la médaille d'argent sur 10 000 mètres. Il remporte également deux médailles aux championnats du monde toutes épreuves : le bronze en 1973 et l'or en 1976. Kleine est élu sportif néerlandais de l'année en 1976. En dehors du patinage de vitesse, il est cycliste amateur.

## Palmarès
| Compétition                               | Or              | Argent                         | Bronze |
| Jeux olympiques                           | 1976 (10 000 m) | 1976 (5 000 m) 1980 (10 000 m) |        |
| Championnats du monde toutes épreuves     | 1976            |                                | 1973   |
| Championnats d'Europe toutes épreuves     |                 |                                | 1975   |
| Championnats des Pays-Bas toutes épreuves | 1978            | 1973 1974 1975 1976 1977 1981  | 1980   |

## Records personnels
| Distance      | Temps          | Année |
| ------------- | -------------- | ----- |
| 500 mètres    | 40 s 1         | 1981  |
| 1 000 mètres  | 1 min 17 s 35  | 1981  |
| 1 500 mètres  | 1 min 56 s 28  | 1976  |
| 5 000 mètres  | 7 min 2 s 38   | 1976  |
| 10 000 mètres | 14 min 36 s 03 | 1980  |